# Лосєв Сергій Андрійович
Сергій Андрійович Лосєв (22 вересня 1927, село Юрино Юринського району Марійської а.о., тепер Марій Ел, Російська Федерація — 3 жовтня 1988, місто Москва) — радянський державний діяч, журналіст, генеральний директор Телеграфного агентства Радянського Союзу (ТАРС). Член Центральної Ревізійної комісії КПРС у 1981—1988 роках. Депутат Верховної Ради СРСР 11-го скликання.

## Життєпис
У 1950 році закінчив Московський державний інститут міжнародних відносин.
У 1950—1955 роках — редактор, заступник завідувача, завідувач відділу Головної редакції іноземної інформації Телеграфного агентства Радянського Союзу (ТАРС).
Член КПРС з 1953 року.
У 1955—1960 роках — кореспондент ТАРС на Близькому Сході (в Ізраїлі).
У 1960—1963 роках — завідувач відділу, головний випусковий Головної редакції іноземної інформації ТАРС.
З 1963 року — кореспондент ТАРС при Організації Об'єднаних Націй (ООН). У 1967—1969 роках — завідувач відділення ТАРС в Сполучених Штатах Америки.
У 1969—1973 роках — заступник, 1-й заступник головного редактора, головний редактор Головної редакції іноземної інформації ТАРС.
У 1973—1978 роках — заступник, у 1978—1979 роках — 1-й заступник генерального директора ТАСС.
18 травня 1979 — 3 жовтня 1988 року — генеральний директор Телеграфного агентства Радянського Союзу (ТАРС).
Помер 3 жовтня 1988 року. Похований в Москві на Новодівочому цвинтарі.

## Книги
- Лосєв С. А., Тиссовський Ю. К. Близькосхідна криза: нафта і політика: Нові політико-економічні чинники та їх вплив на розстановку сил в регіоні. М .: Міжнародні відносини, 1980.
- Лосєв С. А., Петрусенко В. В. Злочин без покарання: Документальний нарис (По той бік). М .: Радянська Росія, 1981.
- Лосєв С. А., Петрусенко В. В. Помста по-американськи. М .: Правда, 1983.
- Лосєв С. А., Петрусенко В. В. Ехо пострілів в Далласі: Документальна повість. М .: АПН, 1983.
- Лосєв С. А., Петрусенко В. В. США: Операції по знищенню. М .: Радянська Росія, 1984.
- Лосєв С. А., Петрусенко В. В. Пастка на Потомаку: Підйом і падіння Річарда М. Ніксона: Документальна повість. М .: АПН, 1987.

## Нагороди і звання
- орден Жовтневої Революції (20.03.1986)
- два ордени Дружби народів (11.07.1975; 14.11.1980)
- орден «Знак Пошани» (9.09.1971)
- медаль «За трудову відзнаку» (4.05.1962)
- медаль «За доблесну працю. В ознаменування 100-річчя з дня народження Володимира Ілліча Леніна» (1970)
- медаль «40 років перемоги у Великій Вітчизняній війні 1941—1945 рр.» (1985)
- медалі
- Лауреат премії Спілки журналістів СРСР імені Вацлава Воровського